# Rüthnick
Rüthnick település Németországban, azon belül Brandenburgban. Lakosainak száma 444 fő (2023. december 31.).

## Népesség
A település népességének változása:
| Lakosok száma | 471  | 461  | 445  | 439  | 444  |
|               | 2017 | 2019 | 2021 | 2022 | 2023 |